# ショーン・オマリー
ショーン・マイケル・オマリー（Shawn Michael O'Malley, 1987年12月28日 - ）は、アメリカ合衆国ワシントン州ベントン郡リッチランド出身の元プロ野球選手（ユーティリティプレーヤー）。右投両打。

## 経歴

### プロ入りとレイズ傘下時代
2006年のMLBドラフト5巡目（全体139位）でタンパベイ・デビルレイズから指名され、プロ入り。この年は傘下のアパラチアンリーグのルーキー級プリンストン・デビルレイズでプレーし、50試合に出場して打率.213・1本塁打・10打点・10盗塁の成績を残した。
2007年はA-級ハドソンバレー・レネゲーズでプレーし、48試合に出場して打率.242・10打点・12盗塁の成績を残した。
2008年はA級コロンバス・キャットフィッシュでプレーし、91試合に出場して打率.237・23打点・28盗塁の成績を残した。
2009年はA+級シャーロット・ストーン・クラブズでプレーし、103試合に出場して打率.268・1本塁打・27打点・40盗塁の成績を残した。オフにはアリゾナ・フォールリーグに参加し、フェニックス・デザートドッグスに所属した。
2010年はルーキー級ガルフ・コーストリーグ・レイズ、A+級シャーロット、AA級モンゴメリー・ビスケッツでプレーし、3球団合計で54試合に出場して打率.209・11打点・15盗塁の成績を残した。
2011年はAA級モンゴメリーでプレーし、79試合に出場して打率.276・1本塁打・23打点・24盗塁の成績を残した。
2012年はAA級モンゴメリーとAAA級ダーラム・ブルズでプレーし、2球団合計で102試合に出場して打率.240・2本塁打・23打点・18盗塁の成績を残した。
2013年はAA級モンゴメリーでプレーし、91試合に出場して打率.262・3本塁打・32打点・24盗塁の成績を残した。オフの11月4日にFAとなった。

### エンゼルス時代
2013年12月18日にロサンゼルス・エンゼルス・オブ・アナハイムとマイナー契約を結んだ。
2014年、マイナーではルーキー級アリゾナリーグ・エンゼルス、AA級アーカンソー・トラベラーズ、AAA級ソルトレイク・ビーズでプレーし、3球団合計で103試合に出場して打率.317・4本塁打・47打点・15盗塁の成績を残した。9月のロースター拡大によってメジャー初昇格を果たし、7日のミネソタ・ツインズ戦でメジャーデビュー。この年メジャーでは11試合に出場して打率.188・1打点・2盗塁の成績を残した。12月19日に自由契約となった。

### マリナーズ時代
2015年1月22日にシアトル・マリナーズとマイナー契約を結んだ。
開幕は傘下のAAA級タコマ・レイニアーズで迎え、102試合に出場して打率.289・5本塁打・42打点・11盗塁の成績を残した。9月1日にメジャー契約を結んで昇格し、この年メジャーでは24試合に出場して打率.262・1本塁打・7打点・3盗塁の成績を残した。
2016年の開幕もAAA級タコマで迎え、5月15日にメジャー昇格した。この年は出場機会が大幅に増え、89試合に出場。打率.229・2本塁打・17打点・6盗塁という成績を残した。守備では遊撃手を守った36試合が最多で、2失策・守備率.985・DRS0・UZR + 0.1と平均的な成績であった。外野手としても右翼手19試合・左翼手15試合・中堅手5試合を守り、トータルで無失策・DRS0・UZR + 1.6と、こちらでも平均的な数値を残し、また、二塁手及び三塁手としてもプレーするなど、便利なユーティリティープレイヤーとしてチームを支えた。
2017年9月2日にDFAとなり、6日にマイナー契約に切り替わった。11月6日にFAとなった。

### ロッキーズ傘下時代
2017年11月16日にコロラド・ロッキーズとマイナー契約を結んだ。
2018年11月3日にFAとなった。

### 米独立リーグ時代
2019年2月27日にアメリカン・アソシエーションのカンザスシティ・ティーボーンズと契約を結んだ。シーズン終了後に現役引退を発表した。

### 現役引退後
現役引退後はマリナーズ傘下のマイナー球団で打撃コーチを歴任しており、2020年シーズンから傘下A+級モデスト・ナッツ、2023年からは傘下AA級アーカンソー・トラベラーズ、2024年からは傘下AAA級タコマ・レイニアーズで打撃コーチを務めている。

## 詳細情報

### 年度別打撃成績
| 年 度    | 球 団    | 試 合 | 打 席 | 打 数 | 得 点 | 安 打 | 二 塁 打 | 三 塁 打 | 本 塁 打 | 塁 打 | 打 点 | 盗 塁 | 盗 塁 死 | 犠 打 | 犠 飛 | 四 球 | 敬 遠 | 死 球 | 三 振 | 併 殺 打 | 打 率 | 出 塁 率 | 長 打 率 | O P S |
| -------- | -------- | ----- | ----- | ----- | ----- | ----- | -------- | -------- | -------- | ----- | ----- | ----- | -------- | ----- | ----- | ----- | ----- | ----- | ----- | -------- | ----- | -------- | -------- | ----- |
| 2014     | LAA      | 11    | 16    | 16    | 3     | 3     | 0        | 0        | 0        | 3     | 1     | 2     | 0        | 0     | 0     | 0     | 0     | 0     | 8     | 0        | .188  | .188     | .188     | .375  |
| 2015     | SEA      | 24    | 57    | 42    | 10    | 11    | 1        | 0        | 1        | 15    | 7     | 3     | 0        | 2     | 1     | 12    | 0     | 0     | 14    | 0        | .262  | .418     | .357     | .775  |
| 2016     | SEA      | 89    | 232   | 210   | 24    | 48    | 9        | 2        | 2        | 67    | 17    | 6     | 2        | 1     | 0     | 18    | 0     | 3     | 59    | 4        | .229  | .299     | .319     | .618  |
| MLB：3年 | MLB：3年 | 124   | 305   | 268   | 37    | 62    | 10       | 2        | 3        | 85    | 25    | 11    | 2        | 3     | 1     | 30    | 0     | 3     | 81    | 4        | .231  | .315     | .317     | .632  |

### 年度別守備成績
| 年 度 | 球 団 | 二塁（2B） | 二塁（2B） | 二塁（2B） | 二塁（2B） | 二塁（2B） | 二塁（2B） | 三塁（3B） | 三塁（3B） | 三塁（3B） | 三塁（3B） | 三塁（3B） | 三塁（3B） | 遊撃（SS） | 遊撃（SS） | 遊撃（SS） | 遊撃（SS） | 遊撃（SS） | 遊撃（SS） |
| 年 度 | 球 団 | 試 合      | 刺 殺      | 補 殺      | 失 策      | 併 殺      | 守 備 率   | 試 合      | 刺 殺      | 補 殺      | 失 策      | 併 殺      | 守 備 率   | 試 合      | 刺 殺      | 補 殺      | 失 策      | 併 殺      | 守 備 率   |
| ----- | ----- | ---------- | ---------- | ---------- | ---------- | ---------- | ---------- | ---------- | ---------- | ---------- | ---------- | ---------- | ---------- | ---------- | ---------- | ---------- | ---------- | ---------- | ---------- |
| 2014  | LAA   | 1          | 0          | 1          | 0          | 0          | 1.000      | -          | -          | -          | -          | -          | -          | -          | -          | -          | -          | -          | -          |
| 2015  | SEA   | -          | -          | -          | -          | -          | -          | 3          | 1          | 1          | 0          | 0          | 1.000      | -          | -          | -          | -          | -          | -          |
| 2016  | SEA   | 12         | 8          | 13         | 1          | 2          | .955       | 7          | 5          | 6          | 0          | 0          | 1.000      | 36         | 45         | 85         | 2          | 19         | .985       |
| MLB   | MLB   | 13         | 8          | 14         | 1          | 2          | .957       | 10         | 6          | 7          | 0          | 0          | 1.000      | 36         | 45         | 85         | 2          | 19         | .985       |

外野守備
| 年 度 | 球 団 | 左翼（LF） | 左翼（LF） | 左翼（LF） | 左翼（LF） | 左翼（LF） | 左翼（LF） | 中堅（CF） | 中堅（CF） | 中堅（CF） | 中堅（CF） | 中堅（CF） | 中堅（CF） | 右翼（RF） | 右翼（RF） | 右翼（RF） | 右翼（RF） | 右翼（RF） | 右翼（RF） |
| 年 度 | 球 団 | 試 合      | 刺 殺      | 補 殺      | 失 策      | 併 殺      | 守 備 率   | 試 合      | 刺 殺      | 補 殺      | 失 策      | 併 殺      | 守 備 率   | 試 合      | 刺 殺      | 補 殺      | 失 策      | 併 殺      | 守 備 率   |
| ----- | ----- | ---------- | ---------- | ---------- | ---------- | ---------- | ---------- | ---------- | ---------- | ---------- | ---------- | ---------- | ---------- | ---------- | ---------- | ---------- | ---------- | ---------- | ---------- |
| 2014  | LAA   | 5          | 5          | 0          | 0          | 0          | 1.000      | -          | -          | -          | -          | -          | -          | 1          | 0          | 0          | 0          | 0          | ----       |
| 2015  | SEA   | 4          | 1          | 0          | 0          | 0          | 1.000      | 14         | 22         | 0          | 0          | 0          | 1.000      | 3          | 1          | 0          | 0          | 0          | 1.000      |
| 2016  | SEA   | 15         | 14         | 0          | 0          | 0          | 1.000      | 5          | 9          | 0          | 0          | 0          | 1.000      | 19         | 10         | 1          | 0          | 0          | 1.000      |
| MLB   | MLB   | 24         | 20         | 0          | 0          | 0          | 1.000      | 19         | 31         | 0          | 0          | 0          | 1.000      | 23         | 11         | 1          | 0          | 0          | 1.000      |

### 背番号
- 12（2014年）
- 36（2015年 - 2016年）